# Zale exhausta
Zale exhausta là một loài bướm đêm trong họ Erebidae.